# Setanta guatemalensis
Setanta guatemalensis là một loài tò vò trong họ Ichneumonidae.